# ChessBase
ChessBase é um banco de dados sobre enxadrismo, criado pela empresa ChessBase GmbH.